# 황금나침반 (소설 시리즈)
황금나침반 시리즈(영어: His Dark Materials)는 필립 풀먼의 판타지 3부작 소설이다. 제1부 《황금나침반》 (1995), 《마법의 검》 (1997), 《호박색 망원경》 (2000)으로 구성된다.